# 斯洛比德卡-庫濟明西卡
49°17′3″N 26°33′42″E / 49.28417°N 26.56167°E
斯洛比德卡-庫茲明斯卡（烏克蘭語：Слобідка-Кузьминська）是位於烏克蘭西部的村莊，由赫梅利尼茨基州裡赫梅利尼茨基區的霍羅多克市鎮負責管轄。該村面積0.78平方公里，2001年人口164，人口密度每平方公里209.7人。